# Walpertshofen (Mietingen)

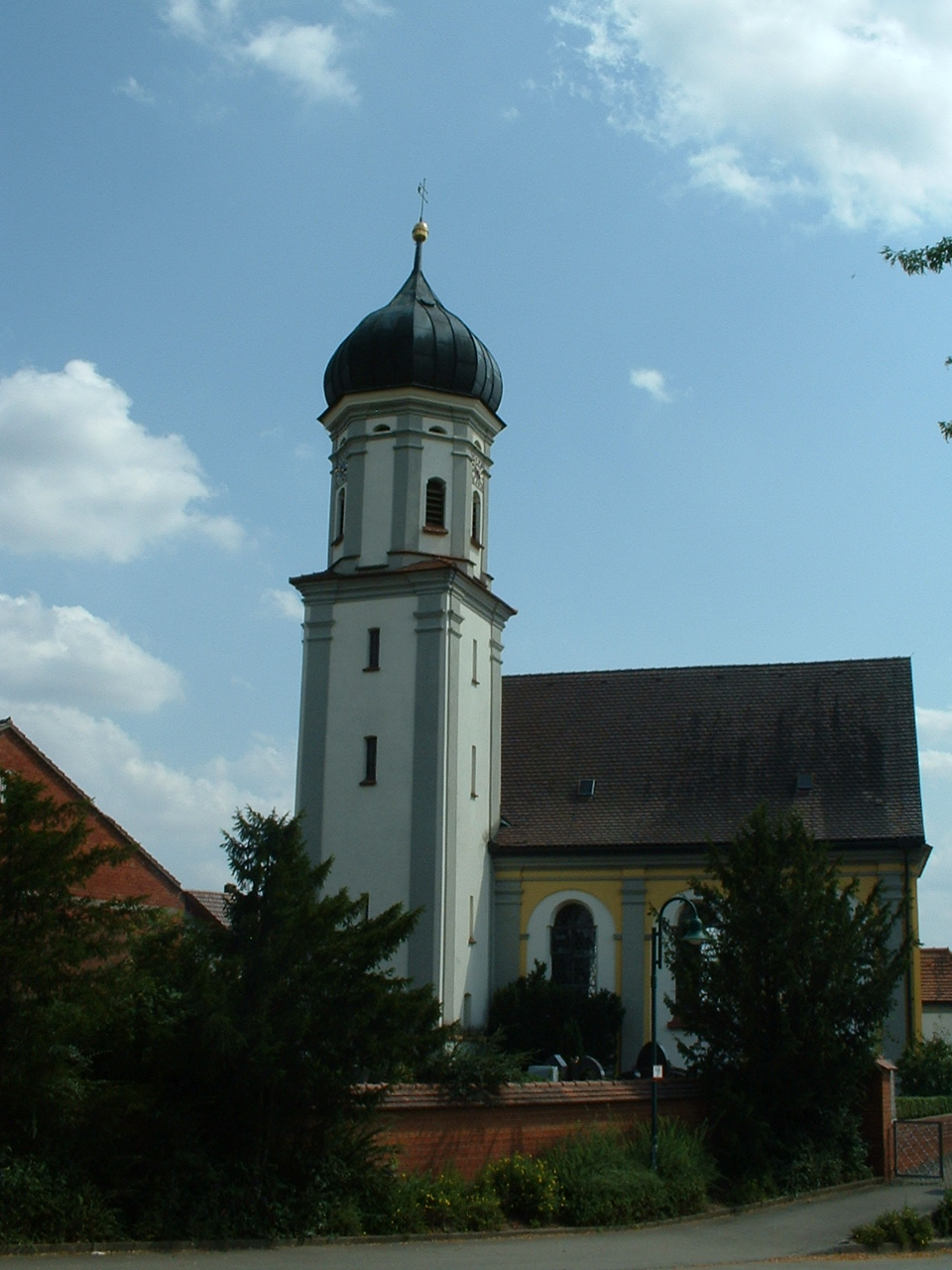
Katholische Kirche St. Pantaleon

Walpertshofen ist ein Ortsteil der Gemeinde Mietingen im Landkreis Biberach in Oberschwaben.

## Geographie
Walpertshofen liegt etwa einen Kilometer östlich von Mietingen und etwa drei Kilometer westlich von Bußmannshausen.

## Geschichte
1127 wurde Walpertshofen zum ersten Mal urkundlich erwähnt und die Bezeichnung des Ortes wird vermutlich vom Namen Walbert abgeleitet. Der Ort gehörte schon sehr früh zur Herrschaft Bußmannshausen. Seit 1434 war der Ort bei der Familie von Roth, bis sie im 18. Jahrhundert an die Familie der Hornstein gelangte. 
1805 kam Walpertshofen an das Kurfürstentum Bayern und 1806 durch den Grenzvertrag zwischen Bayern und Württemberg an das Königreich Württemberg, wo der Ort zunächst dem Oberamt Biberach und dann 1810 dem Oberamt Wiblingen unterstellt wurde.
Walpertshofen wurde am 1. November 1974 nach Mietingen eingemeindet.

## Bevölkerungsentwicklung
Es handelt sich um Einwohnerzahlen nach dem jeweiligen Gebietsstand bis 1970 und ohne die heute dazugehörigen Ortsteile. Die Zahlen sind Volkszählungsergebnisse oder amtliche Fortschreibungen mit Archivierungen des LEO-BW Online-Informationssystems für Baden-Württemberg.
| Jahr      | 1852 | 1871 | 1880 | 1890 | 1900 | 1910 | 1925 | 1933 | 1939 | 1950 | 1956 | 1961 | 1970 |
| Einwohner | 221  | 219  | 210  | 225  | 235  | 219  | 225  | 215  | 185  | 193  | 181  | 193  | 213  |

## Kultur und Sehenswürdigkeiten
- Die katholische Kirche St. Pantaleon wurde im Jahr 1620 erstmals urkundlich erwähnt. Im Jahr 1735 erfolgte die Fertigstellung des Kirchturms. Zwischen 2013 und 2014 wurde der Friedhof erweitert und dieser mit einer Aussegnungshalle ergänzt.

## Sport- und Kulturvereine
- Chorgemeinschaft Walpertshofen e. V.
- Förderverein der Freiwilligen Feuerwehr Walpertshofen e. V.
- Landjugend Walpertshofen
- Obst- und Gartenbauverein Walpertshofen 1929 e. V.
- Seniorenkreis Walpertshofen
- Theatergruppe Walpertshofen
- TSV Walpertshofen 1987 e. V.